# Shpat Kasapi
Shpat Kasapi (1 de mayo de 1985, Tetovo, Macedonia) es un cantante y modelo albano-kosovar, participó en el  Festivali i Këngës 47, para representar a Albania en Eurovision 2009.

## Biografía
El padre de Shpat es Naim Kasapi un carnicero de Tetovo, su madre Gjylymsere Ramadani también es originaria de Tetovo. Estudió la primaria en la escuela Liria en Tetovo, después paso a la universdidad turca Yahya Kemal en Skopje. Tuvo una relación con la cantante kosovo-estadounidense Afërdita Dreshaj, Miss Universe Kosova 2011.

## Carrera musical
El comenzó desde muy temprana edad, donde luego de varias presentaciones en festivales para niños ganó el primer premio en el festival de Bletëzat 98 en Tetovo a los 13 años. Los primeros éxitos que realmente presentan un puente de transición de la canción de la infancia eran las presentaciones y los primeros precios festivalitin "Songs de la temporada 2002", en Tirana, el precio del público en el festival "Grado Fest 2003" en Skopje y en el precio público "Albafest 2003" en Skopje.

## Discografía
- Tash po Kthehesh
- Axhamiu (2003)
- Do te vije nje dite (2004)
- Pa ty s'jetoj (2005)
- Kush te ndau prej meje (2006)
- S'e pranon (2007)
- Sillu pshtillu (2008)
- Live popullore (2009)
- Medikament (2010)
- Bukurane (2012)